# Grande Prairie
Grande Prairie és una ciutat al nord de la província d'Alberta, Canadà, dins de la porció sud de la zona coneguda com a país de Peace River. Està situat a la intersecció de l'Autopista 43 (part del Corredor CANAMEX) i Autopista 40 (Carretera Bighorn), aproximadament 456 km al nord-oest d'Edmonton. La ciutat està envoltada pel Comtat de Grande Prairie núm 1.
Grande Prairie és la 7a ciutat d'Alberta amb una població de 55.032 habitants registrats en el cens del Canadà del 2011, i va ser una de les ciutats de més ràpid creixement del Canadà entre 2001 i 2006. És la ciutat més gran entre Edmonton i Fairbanks, Alaska.
La ciutat va adoptar el cigne trompeta com a símbol oficial degut a la seva proximitat a la ruta de migració i nidificació estival d'aquesta au. Per aquesta raó, Grande Prairie és de vegades anomenada la «Ciutat Cigne». El dinosaure s'ha convertit en un símbol no oficial de la ciutat degut als descobriments paleontològics a la zona oest de la ciutat.

## Demografia
Al cens del Canadà de 2011 la ciutat de Grande Prairie tenia 55.032 vivint a 21.180 dels seus 22,979 habitatges totals, un canvi del 16,8% respecte a la població de 2006 que era de 47.107. Tenia una àrea de 72,8 km² i una densitat de 755,9 h/km² en 2011.
El 2007 la població segons el cens municipal de 2007 era de 50.227 habitants.
Al cens de 2011 un 10% percent dels residents s'identifiquen com a aborígens, el 6% com a minories visibles. El grup més gran de minories visibles són els filipins, amb un 34% del total de minories visibles. Gairebé el 90% dels residents identifica l'anglès com a llengua materna en el cens de 2006, mentre que gairebé un 3% identifica el francès i el 2% l'alemany com a llengua materna. Els següents idiomes més comuns eren el polonès, tagalog, cree i ucraïnès. Més del 70% dels residents s'identificaren com cristians en el cens de 2001, mentre que gairebé el 28% no indicava cap afiliació religiosa. Per denominacions específiques Statistics Canada comptava 9.255 catòlics romans (al voltant del 25% de la població) i 3.955 membres de l'Església Unida del Canadà (10%), així com 2.165 anglicans i 2.020 luterans (al voltant del 5% cadascun). Altres denominacions tenen 880 Baptistes i 790 Pentecostals (un 2% cadascun).

## Història
Grande Prairie va rebre el nom per la gran praderia que la lliga al nord, est i oest. En el segle xviii la praderia era ocupada per bandes de la Primera Nació Beaver que començava a comerciar amb la Companyia del Nord-oest a Dunvergan a començaments del segle xix. La referència més antiga registrada sobre la praderia fou pel comerciant Samuel Black en 1824. En 1880 George Kennedy va establir una posició de la Companyia de la badia de Hudson anomenada The Grand Prairie, a uns 15 kilòmetres al nord-oest de l'actual ciutat. A finals del segle xix la praderia era habitada per crees i iroquesos al voltant de Jasper i Lac Ste. Anne. Quan foren agrimensurats 17 llogarets per a la seva colonització en 1909, hi va seguir una febre de la terra, molts colons arribaren a través del Camí Edson. El 1910, Grande Prairie va ser subdividida. El 1912, es va fundar un banc, hotel, oficina de correus, i l'oficina de la terra, de manera que fou un districte de la metròpoli. En 1916, es va convertir en el terminal del ferrocarril d'Edmonton, Dunvegan i Columbia Britànica d'Edmonton.